# Illigera henryi
Illigera henryi är en tvåhjärtbladig växtart som beskrevs av William Wright Smith. Illigera henryi ingår i släktet Illigera och familjen Hernandiaceae. Inga underarter finns listade i Catalogue of Life.